# 新安溪
新安溪位於臺灣北部，屬於淡水河水系，為外雙溪的支流，流域面積5.7平方公里，分佈於台北市士林區中部。發源於山仔后南側，向東南流經中庸、下竹林，於新安彙集左側發源於燒羹寮的支流，續南流經莊子頂、國立故宮博物院東側，於東吳大學附近注入外雙溪。